# Ени чифлик (дем Драма)
Вижте пояснителната страница за други значения на Ени чифлик.
Енѝ чифлѝк (на гръцки: Νέα Σεβάστεια, Неа Севастия, до 1928 година Γενή Τσιφλίκ, Йени Цифлик) е село в Република Гърция, разположено на територията на дем Драма в област Източна Македония и Тракия.

## География
Селото е разположено в Драмското поле на 85 m надморска височина, на около 4 km южно от град Драма.

## История

### В Османската империя
Етимологията на името на селото е от турското eni ciftlik – нов чифлик.
В началото на XX век Ени чифлик е село в Драмска каза на Османската империя. Според статистиката на Васил Кънчов („Македония. Етнография и статистика“) в 1900 година селото има 300 жители, от които 150 българи християни и 150 цигани.

### В Гърция
През Балканската война селото е освободено от части на българската армия, но след Междусъюзническата война от 1913 година остава в пределите на Гърция. В преброяването от 1913 година не се споменава.
В в 1923 година в селото са заселени 80 семейства гърци бежанци, общо 309 души. В 1928 година селото е представено като изцяло бежанско с 64 бежански семейства и 230 жители общо.
Землището на селото е силно плодородно. Произвежда се памук, жито, фуражни и други земеделски продукти, като е развито и краварството.
| Година    | 1913 | 1920 | 1928 | 1940 | 1951 | 1961 | 1971 | 1981 | 1991 | 2001 | 2011 | 2021 |
| --------- | ---- | ---- | ---- | ---- | ---- | ---- | ---- | ---- | ---- | ---- | ---- | ---- |
| Население |      | 30   | 309  | 520  | 615  | 645  | 429  | 490  | 469  | 480  | 518  | 431  |